# 1938 en dadaïsme et surréalisme
Pour l'année, voir 1938.
 Chronologie de dada et du surréalisme 
- 1934
- 1935
- 1936
- 1937
- 1938
- 1939
- 1940
- 1941
- 1942

Cet article présente les faits marquants de l'année 1938 en dadaïsme et surréalisme.

## Éphémérides

### Janvier
- 15 janvier
Exposition internationale du surréalisme à Paris, galerie des Beaux-Arts[1], organisée par André Breton et Paul Eluard, Marcel Duchamp le « générateur-arbitre », Salvador Dalí et Max Ernst les « conseillers spéciaux », Man Ray le « maître des lumières » et Wolfgang Paalen le spécialiste des « eaux et broussailles »[2]. Le local de la galerie est investi comme un d'objet architectural aménagé. Dès l'entrée, on est reçu par Le Taxi pluvieux de Dalí où une belle blonde (de cire) subit les assauts d'une escouade d'escargots vivants. Les allées de la galerie sont baptisées comme les rues d'une ville Rue surréaliste, Passage des odoramas, Rue de la transfusion de sang, etc. et chacune est bordée de mannequins. Le plafond, réalisé par Duchamp, est garni de sacs de charbon.
Autres œuvres également présentées :
  - Óscar Domínguez, Jamais, installation : un pavillon de gramophone engloutissant des jambes de femme[3],
  - Man Ray & Raoul Ubac, Mannequin, photographie de la création de Sonia Mossé[4],
  - Kurt Seligmann, L'Ultra-Meuble, objet : tabouret-trépied formé de trois jambes de femme découverte au-dessus du genou par une robe de soie surmontée d'un coussin en forme de trèfle à quatre feuilles[5],
  - Hélène Vanel, L'Acte manqué, performance : Hélène Vanel se contorsionne sur un lit comme en proie à des symptômes hystériques en grimaçant et poussant des hurlements, le corps couvert de sparadrap et tenant un coq vivant à la main[6].

- Breton & Eluard, Dictionnaire abrégé du surréalisme, édité par José Corti, la couverture est illustrée d'un dessin d'Yves Tanguy[7] Ouvrage publié dans le cadre de l'exposition[8].

- Première exposition à New York de René Magritte, à la Julien Levy Gallery[9].

### Février
- 7 février
Antonin Artaud, Le Théâtre et son double, tiré à 400 exemplaires[10]

- Le ministère des Affaires étrangères, sur l'intervention de son secrétaire Alexis Léger (Saint-John Perse), propose à André Breton une mission culturelle au Mexique, sous la forme de conférences sur l'art et la littérature française[11].

### Mars
- 10 mars
Paul Eluard, Cours naturel[12]

- 30 mars
Jacqueline et André Breton embarquent pour le Mexique. Le départ de Breton entraîne la fermeture de la galerie Gradiva[13].

- 30 mars
Breton, Trajectoire du rêve, recueil de textes et d'illustrations consacrés au rêve et assemblés par Breton avec un hommage à Sigmund Freud[13].

- Julien Gracq, Au château d'Argol, roman[14].

### Avril
- Antonin Artaud est transféré à l'hôpital Sainte-Anne, à Paris où il est examiné par Jacques Lacan (« ce bougre d'ignoble saligaud de Dr L. »). Le certificat de quinzaine indique : « Prétentions littéraires peut-être justifiées dans la limite où le délire peut servir d'inspiration. À maintenir. »[15]

- Paul Eluard, Solidarité, recueil de poèmes illustré d'eaux-fortes de Stanley William Hayter, Dalla Husband, André Masson, Joan Miró, Pablo Picasso, Yves Tanguy, John Buckland Wright, vendu au profit des combattants de l'Espagne républicaine[14].

- Eluard, Médieuse, illustré de lithographies de Valentine Hugo[14].

- Première exposition René Magritte à la London Gallery[16].

- Parution à Londres, du premier numéro de la revue London bulletin dirigée par E. L. T. Mesens[17].

### Mai
- 4 mai
Soirée Hommage à Dada Tristan Tzara organisée par le groupe Les Réverbères, à Paris au Caveau Camille Desmoulins : interprétation, notamment, de la Première aventure céleste de Mr. Antipyrine et du Serin muet de Georges Ribemont-Dessaignes[18].

- 13 mai
André Breton donne son unique conférence à l'Université autonome de Mexico. Les conférences prévues sont annulées en raison d'une campagne active de dénigrement menée par l' Association des écrivains et artistes révolutionnaires (A.E.A.R.) depuis Paris[19].

### Juillet
- 25 juillet
André Breton et Léon Trotsky rédigent la déclaration Pour un art révolutionnaire indépendant : « Si, pour le développement des forces productives matérielles, la révolution est tenue d'ériger un régime socialiste de plan centralisé, pour la création intellectuel elle doit dès le début même établir et assurer un régime anarchiste de liberté individuelle. Aucune autorité, aucune contrainte, pas la moindre trace de commandement ! »[20]

### Août
- 27 août
Victor Brauner perd son œil gauche au cours d'une « bagarre entre amis » qui dégénère. Óscar Domínguez, retenu par Louis Scutenaire, jette au visage du peintre Esteban Francés, ceinturé par Brauner, une bouteille qui atteint Brauner et le prive définitivement de son œil gauche[21].

- 30 août

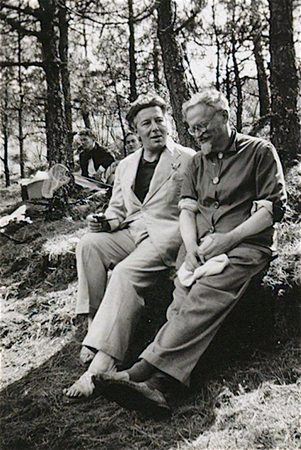
Breton et Trotsky

Lettre d'André Breton à Paul Eluard : « Je crois que nous sommes en désaccord sur beaucoup de points. Ton silence[22] a considérablement cette impression. Pouvons-nous faire mieux que constater ce désaccord ? Je n'en suis pas sûr. »[23]

### Septembre
- Parution du roman de Julien Gracq, Au château d'Argol qui suscite l'enthousiasme d'André Breton[24].

### Octobre
- 8 octobre
De retour à Paris après avoir été mobilisé comme médecin militaire, André Breton retrouve un groupe divisé. À la suite de sa rupture avec Paul Eluard, Hans Arp, Max Ernst, Georges Hugnet et Man Ray publient un tract contre Breton, L'Homme qui a perdu son squelette où il apparaît comme une cartomancienne et Benjamin Péret et Yves Tanguy comme deux chiens savants[25].

- Breton assure le secrétariat de la Fédération internationale de l'art révolutionnaire indépendant (F.I.A.R.I.)[25].

### Novembre
- 10 novembre
André Breton prononce un discours consacré à sa rencontre avec Léon Trotsky à Paris à l'occasion de l'anniversaire de la Révolution d'Octobre, meeting organisé par le Parti Ouvrier International[26].

### Décembre
- Après le bombardement de Barcelone, Wifredo Lam se rend à Paris. Muni d'une lettre de recommandation du sculpteur Manolo Hugué, il rencontre Pablo Picasso qui le présente à Paul Eluard, Joan Miró, Tristan Tzara et l'éditeur Christian Zervos[27].

### Cette année-là
- Parution à Santiago du Chili du premier numéro de la revue Mandragora fondée par les poètes Braulio Arenas et Enrique Gomez-Correa[28].

- Persécuté par les nazis, Hans Bellmer quitte Berlin pour Paris[29].

- Rencontre à Londres de Salvador Dalí et Sigmund Freud[30].

- Jefim Golyscheff s’enfuit de Barcelone bombardée par l'armée de Franco, laissant ses tableaux réalisés en Espagne. Il se réfugie en France où on l’interne dans les camps d’Argelès (Pyrénées-Orientales) puis de Gurs (Pyrénées-Atlantiques)[31].

- À Prague, première exposition monographique de la peintre Toyen[32].

- À Amsterdam puis La Haye, exposition internationale consacrée au Surréalisme organisée par le peintre Kristians Tonny[33].

### Œuvres
- Eileen Agar
  - The Butterfly bride, collage, gouache et matière organique[34]
- Aimitsu
  - Paysage à l'œil, huile sur toile[35]
- Jean Arp
  - Torse, sculpture[36]
- Jean Arp et Sophie Taeuber
  - Jalon, sculpture[37]
- Antonin Artaud
  - Le Théâtre et son double[réf. nécessaire]
- Hans Bellmer
  - La Jeune fille et son ombre, crayon et collage[38]
- Victor Brauner
  - Les Aiguilles de glace, huile sur toile[39]
- André Breton
  - Trajectoire du rêve, essais édités chez GLM, achevé d'imprimer le 30 mars[40],
- André Breton & Paul Eluard
  - Dictionnaire abrégé du surréalisme, la couverture est illustrée d'un dessin d'Yves Tanguy, Éditions Beaux-Arts, Paris
- André Breton & Léon Trotsky
  - Pour un art révolutionnaire indépendant, manifeste[41]
- Alexander Calder
  - Apple monster, assemblage de branches de pommier polies et peintes et fil de fer[42]
- Nicolas Calas
  - Foyers d'incendie, écrit[43]
- Leonora Carrington
  - À l'auberge du cheval Aube, huile sur toile[44]
  - La Maison de la peur, récit fantastique[45]
- Salvador Dalí
  - L'Énigme d'Hitler, huile sur toile[46]
  - Impressions d'Afrique, huile sur toile[47]
  - Mae West lips sofa, meuble réalisé par Edward James[48]
  - Le Taxi pluvieux
  - Téléphone-homard ou Téléphone aphrodisiaque, ainsi présenté dans le Dictionnaire abrégé du surréalisme de Breton et Eluard, objet : plastique et métal[49]
- Paul Delvaux
  - Les Nymphes des eaux, huile sur toile[50]
  - Le Salut ou la rencontre, huile sur toile[51]
  - La Ville endormie, huile sur toile[52]
- Óscar Domínguez
  - Jamais, installation : un pavillon de gramophone engloutissant des jambes de femme[53]
- Óscar Domínguez & Marcel Jean
  - Grisou, œuvre inédite : album contenant frottages, décalcomanies et pochoirs, fruits de la collaboration des deux artistes, la couverture est composée en « typographie magnétique »[54]
- Marcel Duchamp
  - Boîte en valise
  - Neuf moules mâlic[55]
- Paul Eluard
  - Cours naturel
  - Médieuse, illustré de lithographies de Valentine Hugo
  - Solidarité
- Max Ernst
  - La Nature à l'aurore (Chant du soir), huile sur toile[56]
- Marcelle Ferry
  - L'Île d'un jour, illustré d'une eau-forte d'Yves Tanguy[57] : « accrochée bête terrible / au pelage de contraste et de mélancolie / visible jusqu'à la terre à travers l'air / et pareille à la panthère au pas velouté / et régulier tournant / entre le rêve et la mort. »[58]
- Esteban Francés
  - Retour au pays natal, peinture sur bois grattée de frais avec une lame de rasoir[réf. nécessaire]
- Julien Gracq
  - Au château d'Argol, roman[59]
- Georges Henein
  - Déraisons d'être, poèmes[60]
- Georges Hugnet
  - La Table est mise, objet : buste de femme intégrée à une table gainée de velours noir[61]
- Egill Jacobsen
  - Accumulation (Ophobning), huile sur toile[62]
- Marcel Jean
  - Portrait de Mlle L. B., dessin[63]
- Frida Kahlo
  - Lo que el agua me ha dado (Ce que l'eau m'a donné), huile sur toile[64]
- Rita Kernn-Larsen
  - La Révolte des femmes, pantomime de bois[65]
- Wifredo Lam
  - Jeune femme sur fond vert clair, huile sur toile[66]
- Marcel Lefrancq
  - Le Saint-Esprit, collage[67]
  - Les Rues de Mons, la nuit, série de photographies noir & blanc[68]
- Dora Maar
  - Portrait de Picasso, huile sur toile[réf. nécessaire]
- Pierre Mabille
  - Egrégores ou la vie des civilisations : « Je dédie ces pages aux combattants de l'Espagne révolutionnaire écrasés par le poids d'un monde de mort. Premiers vivants de la grande Légende où se fondera la neuve conscience des hommes. »[réf. nécessaire]
- René Magritte
  - La Durée poignardée, huile sur toile[69]
  - Les Marches de l'été, huile sur toile[70]
- Marcel Mariën
  - La Chaise de sable, écrit[71]
  - Pietà surréaliste, collage[72]
- André Masson
  - Le Labyrinthe, huile sur toile[73]
  - La Métamorphose des amants, huile sur toile[74]
  - Le Printemps, huile sur toile[75]
- Matta
  -  A Yennes, début d'une série de peintures qu'il appelle Morphologies psychologiques[76]
  - Cours-les toutes, dessin au crayons de couleurs et poème[77]
- Joan Miró
  - Nocturne, huile sur toile[78]
  - Tête de femme, huile sur toile[79]
- Meret Oppenheim
  - Il berce sa femme, huile sur toile[80]
  - Femme de pierre, huile sur carton[81]

- Wolfgang Paalen

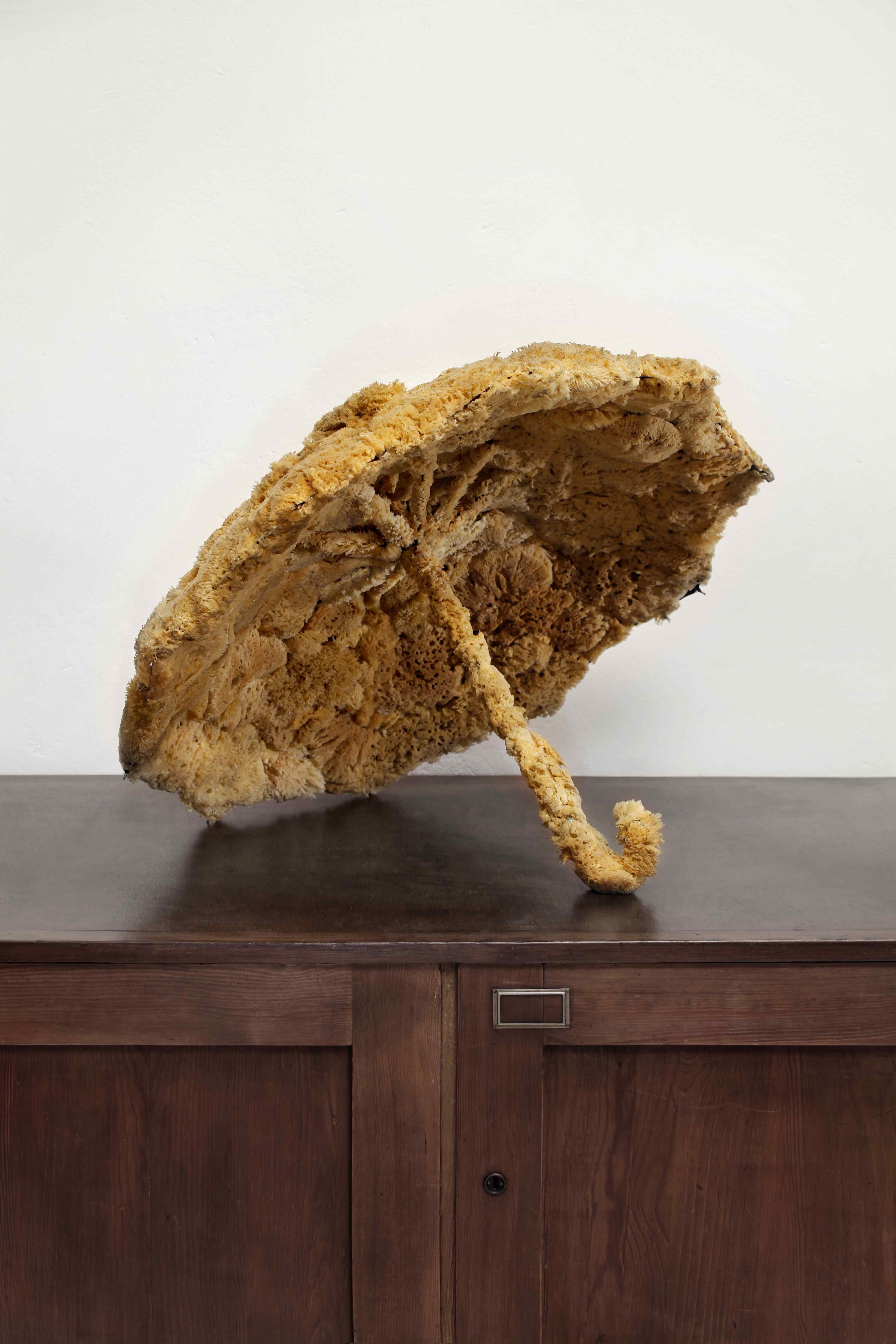
Wolfgang Paalen, Nuage articulé II

  - Nuage articulé II, objet : parapluie ouvert et couvert d'éponges[82]
  - Orages magnétiques, huile sur toile[83]
  - Paysage médusé, huile sur toile[84]
- Roland Penrose
  - Phalènes magnétiques, cartes postales illustrées et répétitives
- Alice Rahon-Paalen
  - Sablier couché, poèmes, avec une gravure de Joan Miró.
Breton : « Il y a pour moi quelque chose d'essentiel à votre présence et à cette note particulière de votre voix qui me fait l'effet d'une goutte de rosée à la pointe d'une herbe[85]. »
- Man Ray
  - Le Rébus, huile sur toile[86]
- Diego Rivera
  - Les Vases communicants, huile sur toile[87]
- Kurt Seligmann
  - L'Ultra-Meuble, objet : tabouret-trépied formé de trois jambes de femme découverte au-dessus du genou par une robe de soie surmontée d'un coussin en forme de trèfle à quatre feuilles
- Yves Tanguy
  - L'Ennui et la tranquillité, huile sue toile[88]
  - L'Extinction des espèces, huile sur toile[89]
  - Mère des rêves, dessin, illustration pour Trajectoire du rêve d'André Breton[90]
- Tristan Tzara
  - La Deuxième aventure céleste de Monsieur Antipyrine
- Raoul Ubac
  - La Chambre, huile sur toile[91]
  - Fossile, photo-relief[92]
  - Mannequin habillé par André Masson, objet[93]
- Louis Van de Spiegele
  - La Cathédrale engloutie, huile sur toile[94]
  - Le Regard du silence, huile sur toile[94]
- Gérard Vulliamy
  - Le Sphynx, huile et pastel sur papier[95]